# BördeBus Verkehrsgesellschaft
Die BördeBus Verkehrsgesellschaft mbH ist für den öffentlichen Personennahverkehr im Landkreis Börde zuständig.

## Geschichte

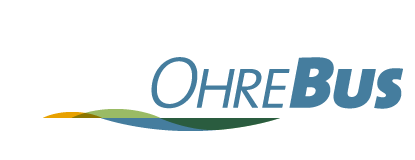
Letztes gültige Logo der OhreBus Verkehrsgesellschaft mbH von 2014

Historisches Logo der OhreBus GmbH von 2001

Letztes gültige Logo der Kraftverkehrsgesellschaft mbH Börde-Bus von 2014

Am 14. Mai 2014 hat der Kreistag vom Landkreis Börde die Verschmelzung der Kraftverkehrsgesellschaft mbH Börde-Bus auf die OhreBus Verkehrsgesellschaft mbH rückwirkend zum 1. Januar 2014 beschlossen. Die Namensänderung erfolgte auf BördeBus Verkehrsgesellschaft mbH.

### OhreBus Verkehrsgesellschaft
Das Unternehmen wurde 1926 gegründet und hatte seinen Hauptsitz in Vahldorf. Mit 65 Omnibusse beförderte die OhreBus 3,5 Mio. Fahrgäste pro Jahr mit 101 Mitarbeitern auf 38 Buslinien mit einer Fahrleistung von 4,5 Mio. km pro Jahr.

### Kraftverkehrsgesellschaft Börde-Bus
Am 3. September 1992 wurde die Kraftverkehrsgesellschaft mbH Oschersleben/Bode dem Landkreis übertragen, gleichzeitig wurde sie in Kraftverkehrsgesellschaft mbH Börde-Bus umbenannt. Durch die Umbenennung wurde das Kürzel KVG gebildet, es stand für K=Komfort, V=Vertrauen und G=Gemeinschaftssinn. Im Jahr 2011 leistete die KVG mit 75 Mitarbeitern auf 15 Buslinien eine Fahrleistung von 3,5 Mio. km pro Jahr. Das Liniennetz bestand aus 420 Haltestellen. Ca. 2,5 Mio. Fahrgäste beförderte die KVG mit Sitz in Oschersleben jährlich.

## Linienübersicht
Stand: 15. Dezember 2019
| Linie | Verlauf                                                                           |
| ----- | --------------------------------------------------------------------------------- |
| 600   | Haldensleben – Bornstedt – Oschersleben                                           |
| 601   | Haldensleben – Wolmirstedt                                                        |
| 602   | Seehausen – Wanzleben – Magdeburg                                                 |
| 603   | Oschersleben – Klein Wanzleben – Wanzleben – Hohendodeleben – Magdeburg           |
| 610   | Wolmirstedt – Elbeu – Barleben – Magdeburg                                        |
| 611   | Wolmirstedt – Colbitz                                                             |
| 612   | Rottmersleben – Nordgermersleben – Bornstedt – Magdeburg                          |
| 613   | Rottmersleben – Ackendorf – Klein Ammensleben – Ebendorf – Barleben – Magdeburg   |
| 614   | Rottmersleben – Schackensleben – Hermsdorf – Irxleben – Magdeburg                 |
| 615   | Haldensleben – Neuenhofe – Hütten – Born                                          |
| 616   | Haldensleben – Bebertal – Erxleben – Eilsleben                                    |
| 617   | Haldensleben – Erxleben – Schwanefeld                                             |
| 618   | Haldensleben – Süplingen – Weferlingen – Döhren                                   |
| 619   | Haldensleben – Flechtingen – Behnsdorf – Weferlingen – Döhren                     |
| 620   | Haldensleben – Calvörde – Mannhausen – Piplockenburg                              |
| 621   | Haldensleben – Uthmöden – Klüden – Zobbenitz – Elsebeck                           |
| 622   | Wolmirstedt – Glindenberg – Magdeburg                                             |
| 623   | Wolmirstedt – Zielitz – Angern – Wenddorf – Mahlwinkel – Bertingen                |
| 624   | Colbitz – Dolle – Burgstall – Blätz – Cröchern                                    |
| 625   | Rogätz – Angern – Wenddorf – Mahlwinkel – Bertingen                               |
| 626   | Zielitz – Angern – Burgstall – Wenddorf – Mahlwinkel – Bertingen                  |
| 629   | Wolmirstedt – Samswegen – Irxleben – Magdeburg                                    |
| 630   | Wolmirstedt – Groß Ammensleben – Irxleben – Wellen – Ochtmersleben                |
| 631   | Samswegen – Wolmirstedt – Zielitz – Loitsche – Schricke                           |
| 632   | Haldensleben – Flechtingen – Oebisfelde                                           |
| 633   | Grasleben – Weferlingen – Beendorf                                                |
| 634   | Beendorf – Weferlingen – Erxleben – Bregenstedt – Altenhausen – Flechtingen       |
| 635   | Jersleben – Samswegen – Vahldorf – Hillersleben                                   |
| 636   | Haldensleben – Ackendorf – Groß Santersleben – Irxleben – Niederndodeleben        |
| 637   | Rottmersleben – Nordgermersleben – Bebertal                                       |
| 638   | Gr. Ammensleben – Gutenswegen – Dahlenwarsleben – Barleben                        |
| 639   | Döhren – Weferlingen – Beendorf – Erxleben – Uhrsleben                            |
| 640   | Döhren – Rätzlingen – Mannhausen                                                  |
| 641   | Weferlingen – Oebisfelde – Buchhorst – Frankenfelde                               |
| 642   | Calvörde – Flechtingen – Behnsdorf – Weferlingen – Döhren – Everingen             |
| 643   | Piplockenburg – Wegenstedt – Böddensell                                           |
| 644   | Wegenstedt – Calvörde – Lössewitz – Zobbenitz – Dorst                             |
| 645   | Brumby – Tundersleben – Groppendorf – Erxleben – Bregenstedt                      |
| 647   | Stadtverkehr Haldensleben Kliniken – ZOB – Bornsche Str.                          |
| 651   | Oschersleben – Hadmersleben – Wanzleben – Buch                                    |
| 652   | Hötensleben – Völpke – Eilsleben – Irxleben – Magdeburg                           |
| 653   | Oschersleben – Wulferstedt – Hamersleben – Ausleben – Hötensleben – Schöningen    |
| 654   | Oschersleben – Hadmersleben – Groß Germersleben – Bottmersdorf – Niederndodeleben |
| 655   | Oschersleben – Neindorf – Ausleben – Üplingen – Völpke                            |
| 656   | Oschersleben – Großalsleben – Gröningen – Kroppenstedt – Hadmersleben             |
| 657   | Oschersleben – Seehausen – Eilsleben – Belsdorf                                   |
| 658   | Oschersleben – Ausleben – Hötensleben – Völpke – Harbke – Eilsleben               |
| 659   | Wanzleben – Altenweddingen – Dodendorf – Osterweddingen – Beyendorf – Magdeburg   |
| 660   | Eilsleben – Seehausen – Wanzleben                                                 |
| 661   | Völpke – Harbke – Marienborn – Völpke                                             |
| 662   | Wanzleben – Groß Rodensleben – Bergen                                             |
| 663   | Neindorf – Ummendorf – Eilsleben – Seehausen – Niederndodeleben – Magdeburg       |
| 666   | Belsdorf – Wefensleben – Völpke – Harbke – Helmstedt                              |
| 668   | Oschersleben – Hordorf – Krottorf – Schwanebeck – Gröningen – Dalldorf            |

## PlusBus
Die Linien 600 (Oschersleben–Haldensleben), 601 (Haldensleben–Wolmirstedt), 602 (Seehausen–Magdeburg) und 603 (Oschersleben–Magdeburg) sind seit dem 15. Dezember 2019 zum PlusBus aufgewertet. Zudem verkehren diese Linien auch im Bahn-Bus-Landesnetz Sachsen-Anhalt und sind durch das Zeichen <O> Mein Takt erkennbar. Als erste Linie wurde am 6. August 2009 die Linie 600 (Oschersleben–Haldensleben) aufgenommen. Am 13. Dezember 2009 folgte Linie 601 (Haldensleben–Wolmirstedt). Zuletzt kamen Linie 602 (Seehausen–Magdeburg) und 603 (Oschersleben–Magdeburg) am 12. Dezember 2010 dazu.

## Magdeburger Regionalverkehrsverbund

Logo Verkehrsverbund Marego

Die BördeBus Verkehrsgesellschaft ist Mitglied im Magdeburger Regionalverkehrsverbund (marego.). Dadurch sind Fahrten mit nur einem Fahrschein in die Landeshauptstadt Magdeburg und den Landkreisen Salzland sowie Jerichower Land möglich.